# 叶松
叶松（1915年—？），男，湖北英山人，中华人民共和国政治人物，曾任福建省人民委员会副省长、福建省革命委员会副主任。